# Георги Мазнов
Георги П. Мазнов, наречен Гоце Мазното, е български революционер, деец на Върховния македоно-одрински комитет.

## Биография
Георги Мазнов е роден през 1869 година в град Кукуш, тогава в Османската империя. Присъединява се към ВМОК и от 1901 година води чета в Кукушко. Участва в Илинденско-Преображенското въстание от 1903 година с четата си в отряда на Петър Дървингов. В 1911 година действа в района на Петрич заедно с Дончо Златков. Загива на 18 юни 1913 година година по време на Междусъюзническата война като подофицер на III Солунска дружина на Македоно-одринското опълчение.Награден е с орден „За храброст“, IV степен.